# Gustavo Munúa
Gustavo Adolfo Munúa Vera (né le 27 janvier 1978 à Montevideo) est un footballeur international uruguayen qui évoluait au poste de gardien de but. Il s'est reconverti comme entraîneur.

## Biographie
Gustavo Munúa est transféré pendant l'été 2009 du Deportivo La Corogne à Malaga. Après une saison dans le club andalou, il refuse un nouveau contrat et se retrouve libre.
Le 6 août 2010, il rejoint le club de Levante.

## En sélection nationale
- 21 sélections (35 buts encaissés) entre 1998 et 2004

## Palmarès

### En club
- Nacional Montevideo
  - Vainqueur du Championnat d'Uruguay (5) : 1998, 2000, 2001, 2002, 2015
    - Tournoi d'Ouverture (7) : 1998, 1999, 2000, 2002, 2003, 2004, 2014
    - Tournoi de Clôture (2) : 1998, 2001

  - Vainqueur de la Liguilla Pre-Libertadores de América : 1999
- Deportivo La Corogne
  - Vainqueur de la Coupe Intertoto : 2008

### En sélection
- Uruguay
  - Finaliste de la Coupe du monde des moins de 20 ans : 1997